# Sileshi Sihine
Sileshi Sihine (ስለሺ ስህነ) (Oromía, Etiopía; 29 de enero de 1983) es uno de los mejores fondistas del mundo. 
Entre sus mayores logros destacan:
- La medalla de bronce en los 10.000 metros del Campeonato del Mundo de París 2003.
- La medalla de plata en los 10.000 metros de las Olimpiadas de Atenas 2004.
- La medalla de plata en los 5.000 y 10.000 metros del Campeonato del Mundo de Helsinki 2005.

En todas estas pruebas, el ganador fue Kenenisa Bekele. Es evidente, por tanto, que su inmenso talento se ve ensombrecido por el de su compatriota.
- Datos: Q9132
- Multimedia: Sileshi Sihine / Q9132